# 語彙的アスペクト
語彙的アスペクト（ごいてきアスペクト、lexical aspect）とは、述語とその項・付加詞の持つ時間的特徴によって決定される相（アスペクト）である:31:8。
アクチオンスアルト（ドイツ語：Aktionsart）:31:8、文核のアスペクト:8、動作様態（どうさようたい）:18, 207とも呼ばれる。

## 金田一の4分類
日本語研究では、金田一春彦の1950年の論文「国語動詞の一分類」が語彙的アスペクト研究の先駆けとなった:16。
金田一は、テイル形（〜シテイルという形式）にできるかどうかと、テイル形にした場合の意味に基づいて、日本語の動詞を4つに分類した。
| 第1種 | 状態動詞 | ある、要る、居る           | テイル形をとらない       |
| 第2種 | 継続動詞 | わらう、よむ、うたう       | テイル形が進行を表す     |
| 第3種 | 瞬間動詞 | しぬ、みつかる、きえる     | テイル形が結果残存を表す |
| 第4種 |          | そびえている、すぐれている | 常時、テイル形で現れる   |

さらに、金田一は、この動詞分類がテイル以外の様々な文法形式の可否や意味解釈においても有効であることを示した。

## 三上章の指摘
三上章は著書『現代語法序説』（1953）の第三章の七の「アスペクトの問題」で「アスペクトの中で最も重要なperfective（完成的）とimperfective（未完成的）との対立だけを論じることにする」と断った上で、金田一の4分類の状態動詞をimperfective、他の継続動詞、瞬間動詞、特殊動詞（第4種の動詞）をperfectiveと再分類した。更に「完成的な動詞も『何々シテヰル』とすれば未完成的となって最中や結果を表すことは言うまでもない」、「形容詞は原則としてインパアフェクチヴ側であろう」との指摘をした。
三上によれば、現代日本語の動詞には「アル」「ヰル」を含む金田一の状態動詞に相当するimperfectiveな動詞とそれ以外のperfectiveな動詞があり、perfectiveな動詞に三上のいう「添動詞」の「ヰル」を付けて「何々シテヰル」とすればimperfectiveな機能を果たす。

## 金田一分類への奥田靖雄の批判
金田一分類から27年後の1977年に奥田靖雄は「アスペクトの研究をめぐって一金田一的段階一」を書き「アスペクトの理論的な研究において，まずはじめに考慮しておかなければならないことは，hanasite-iru，kaite-iru，aruite-iru，odotte-iru，aratte-iruのような形態論的なかたちが動詞のアスペクトであるとすれば， hanasu，kaku，aruku，odoru，arauのような， suruで代表される形態論的なかたちもアスペクトであって，これらの，ふたつのかたちが《つい》をなしながら，oppositionalな関係のなかにある，という事実である。ところが，金田ーから吉川にいたるまでの研究においては，この事実はまったくといってよいほど無視されている」と述べ金田一の研究を批判した:19。
奥田靖雄の主張は三上章の分類に酷似しているが、三上との違いは奥田が徹底した形態主義から「ある」「いる」をも完成相に含めた点と三上が言及しなかった「した」と「していた」にもアスペクトの対立を見た点にある。しかし、工藤真由美に代表される奥田説の後継者たちは「ある」「いる」をperfectiveと見做していない。とすれば、奥田説の現行版は「した」と「していた」の対立を除けば三上章の分類そのままである。
金田一が行なったのは本項目で解説する語彙的アスペクトの研究であり、奥田の批判は文法的アスペクトに基づく。文法的アスペクトはスラブ語の研究により欧州の言語学に持たさられたものである。完結相（perfective）と不完結相（imperfective）の対立は三上章が指摘するように1950年代の日本でも知られていた。語彙的アスペクトの概念は後述するように英語圏ではヴェンドラーの1957年の論文が嚆矢とされるが、それよりも早く金田一春彦が同様の着想を得ていた。なお、金田一の「国語動詞の一分類」は東京大学国語国文学会の『国語と国文学』に投稿し「掲載に値せず」として返却されたものを後に勤務先の名古屋大学の紀要に発表したものである。奥田のいう「金田一的段階」は実は、完成相と不完結相の対立という従来の研究対象の文法的アスペクトから転じて、新たに動詞の語彙的意味に内包されるアスペクトに注目した点で、言語学の歴史の先駆けとなる「新しい段階」であった。

## ヴェンドラーの4分類
語彙的アスペクトの分類の始まりは、究極的にはアリストテレスのキネーシスとエネルゲイアの区別にさかのぼる:33。しかし、現在知られているいくつかのアスペクト現象を発見したのは日常言語学派の哲学者たちであり、その中でもゼノ・ヴェンドラーの1957年の論文が（英語圏では）語彙的アスペクト研究の嚆矢とされ頻繁に引用されている:44。
ヴェンドラーは、様々な時間に関する表現と共起できるかどうかを基準として、英語の動詞とそれが表す事象を4つに分類した。この分類の基準となるテストは後にデイヴィッド・ダウティーによって整備・補強された。
| States          | be Polish, be polite, love          | 状態 |
| Activities      | sing, dance                         | 動作 |
| Achievements    | shatter, reach [the summit]         | 到達 |
| Accomplishments | cross [the street], read [the book] | 達成 |

この4つのアスペクトタイプは、一般に、3つの意味素性を用いてそれぞれ定義される:201-202。その意味素性とは、状態的（stative) か動態的 (dynamic) か、継続的 (durative) か瞬間的 (punctual) か、限界的 (telic, bounded) か非限界的 (atelic, unbounded) か、の3つである。
状態（じょうたい、state）は、時間が経過しても変化せず（状態的）、一定時間継続する（継続的）。また、そこに達したときに事象が終了する時点（限界点）を意味に含まず、永久に続きうる（非限界的）:34。
動作（どうさ、activity）は、時間の経過とともに変化する動態事象である。加えて、一定時間継続する継続事象であり、永久に続きうる非限界事象でもある:34。
到達（とうたつ、achievement）は動作と同じく動態事象であるが、到達動詞の表す事象は瞬間的に生じる変化であり、継続的ではない。また、変化の生じる時点がその限界点であるので、限界的である:34。
達成（たっせい、accomplishment）も動態事象であり、限界点を持つ限界事象である。また、その限界点に向かって進む継続事象でもある:35。
| 状態 States          | 状態 | 継続 | 非限界 |
| 動作 Activities      | 動態 | 継続 | 非限界 |
| 到達 Achievements    | 動態 | 瞬間 | 限界   |
| 達成 Accomplishments | 動態 | 継続 | 限界   |

### ヴェンドラーとダウティーのテスト
この4つのアスペクトタイプを区別するために、ヴェンドラーとダウティーは次のようなテストを用いた。
| 基準                                                            | 状態   | 動作   | 到達   | 達成 |
| --------------------------------------------------------------- | ------ | ------ | ------ | ---- |
| 1. 非状態性テストに合致する                                     | no     | yes    | ?      | yes  |
| 2. 単純現在で習慣事象として解釈される                           | no     | yes    | yes    | yes  |
| 3. φ for an hour, spend an hour φ-ing                           | OK     | OK     | bad    | bad  |
| 4. φ in an hour, take an hour to φ                              | bad    | bad    | OK     | OK   |
| 5. φ for an hour が φ at all time in the hour を含意する        | yes    | yes    | d.n.a. | no   |
| 6. x is φ-ing が x has φ-ed を含意する                          | d.n.a. | yes    | d.n.a. | no   |
| 7. stop の補部となる                                            | OK     | OK     | bad    | OK   |
| 8. finish の補部となる                                          | bad    | bad    | bad    | OK   |
| 9. almost の両義性                                              | no     | no     | no     | yes  |
| 10. x φ-ed in an hour が x is φ-ing during that hour を含意する | d.n.a. | d.n.a. | no     | yes  |
| 11. studiously, attentively, carefully などと共起する           | bad    | OK     | bad    | OK   |